# Anisophylleaceae
Anisophylleaceae é uma família de plantas com flor da ordem Cucurbitales, que agrupa 4 géneros e cerca de 71 espécies de árvores perenes ou arbustos, com distribuição natural restrita às regiões tropicais da Ásia, África e América do Sul, onde ocorre em florestas tropicais húmidas e em pântanos.

## Descrição
Anisophylleaceae é uma pequena família com 4 géneros e cerca de espécies, posicionada na ordem Cucurbitales  pelo Angiosperm Phylogeny Group a partir do sistema APG II. Contudo, o grupo é filogeneticamente mais isolado dos outros clados suprafamiliares daquela  ordem, ao mesmo tempo que mostra algumas semelhanças na morfologia da flor com o género Ceratopetalum (da família Cunoniaceae, ordem Oxalidales). Várias características da madeira desta família são mais primitivas do que as das outras famílias da ordem Cucurbitales. Estas características pouco usuais já tinham levado a que nos sistemas de classificação de base morfológica o grupo fosse considerado separadamente, sendo, por exemplo, categorizado como uma ordem monotípica, a ordem Anisophylleales, pelo sistema de Takhtajan (de 1997).

### Morfologia
Os membros da família Anisophylleaceae são árvores ou arbustos, incluindo algumas árvores de grande dimensão (macrofanerófitos). Os brotos axilares são sobrepostos e seriados e as cutículas apresentam depósitos de ceras em forma de placas.
As folhas fortemente coreáceas e geralmente assimétricas na base (daí o nome "anisophyllea" de aniso, "desigual" + phyllea, "folhas"), venação palmada, margens inteiras e coloração verde-amarelada, ficando amarelas em situações de secura. As folhas apresentam estípulas reduzidas ou, em muitos casos, ausentes. As folhas distribuem-se numa filotaxia alternada, em espiral, dística ou em quatro ordens (como em Anisophyllea). As folhas emparelhadas, ou seja dispostas em duas fileiras principais na haste, ocorrendo heterofilia, isto é folhas diferentes em tamanho ou forma, em algumas espécies, nomeadamente as do género Combretocarpus.
As flores são pequenas, actinomórficas, trímeras a pentâmeras, com grossas pontas pontiagudas e dispostas em inflorescências ramificadas axilares racemosas ou paniculadas. O tipo de flor varia consideravelmente, mas a maioria é unissexual em plantas monoicas, excepto no género Combretocarpus que é hermafrodita, tendo flores perfeitas. O perianto é duplo. A polinização das flores é geralmente feita por dispersão do pólen pelo vento (são plantas anemofílicas).
As flores são 2-5, mas geralmente trímeras ou tetrâmeras. Em geral apresentam 4 (3-16) sépalas e pétalas livres. Apresentam dois verticilos com quatro estames livres cada um, por vezes todos férteis, por vezes alguns transformados em estaminódios estéreis. As anteras são pequenas. Um disco lobulado envolve o ápice do ovário na base dos estames. Os carpelos são 3-4, fundidos a um menor, 3-4 lóculos. Existem três a quatro estiletes livres. Há apenas um ou dois óvulos pêndulos, anátropos, em cada câmara.
O ovário é ínfero, tri- ou quadrilocular que se desenvolve numa drupa (raramente cápsula) ou sâmara (como em Combretocarpus) na maturação. Cada fruto tem geralmente uma única semente, mas em Poga são 3-4 sementes por fruto. As sementes são aladas ou sem asas. As sementes não contêm endosperma e apenas pequenos cotilédones. Algumas espécies são vivíparas.

### Distribuição
Anisophylleaceae é uma família de arbustos e árvores de médio a grande porte, de distribuição pantropical, cujos membros ocorrem nas florestas tropicais húmidas e pântanos da América do Sul, África e Ásia.
É claramente uma família pantropical, mas com pronunciada distribuição disjunta ao nível taxonómico de género. Existem duas espécies na América do Sul, cinco a nove espécies na África tropical, uma única espécie em Madagáscar e 15 a 19 espécies na Malésia.

### Usos
As espécies que integram esta família não apresentam interesse económico significativo. Apenas duas espécies (Combretocarpus rotundatus e Poga oleosa) são produtoras de madeira com algum valor económico, mas são espécies pouco utilizadas.
As sementes de Poga oleosa (conhecidas por inoi ou noz-inoi) são utilizadas localmente para extracção de um óleo vegetal usado para alimentação humana.
A espécie Anisophyllea laurina produz um fruto comestível, conhecido ppor maçã-de-macaco que é vendido nos mercados tradicionais da Serra Leoa entre abril e maio.

## Filogenia e sistemática
Anisophylleaceae é uma família de Angiospermas, pertencentes à ordem Cucurbitales, que na sua presente circunscrição taxonómica inclui quatro géneros (Anisophyllea, Combretocarpus, Poga e Polygonanthus), com 71 espécies, todas com distribuição natural nas regiões tropicais húmidas.

### Filogenia
Os relacionamentos filogenéticos da família Anisophylleaceae dentro da ordem Cucurbitalles continuam a ser um assunto controverso, já que Anisophylleaceae é a família mais isolada dentro daquela ordem. Diversos autores consideram a família como uma tribo ou subfamília de Rhizophoraceae, enquanto outros aceitam que ambas apresentam um relacionamento próximo. Assim, em tempos propôs-se a superordem Rhizophoranae, que visava incluir Anisophylleales e Rhizophorales.
Estudos baseados em características embriológicas e na anatomia foliar suportam o parentesco de Anisophyleaceae e a ordem Rosales, contudo, características morfológicas do caule e folhas apontam para um parentesco próximo entre Anisophyleaceae e Rhizosphoraceae. Evidências moleculares indicam que Anisophyleaceae ocupa uma posição intermediária entre Rhizosphoraceae e Myrtales. Contudo, as semelhanças entre as três não são sinapomorfias, mas sim plesiomorfias ou paralelismos.
Os relacionamentos internos da família também são controversos, porém uma das hipóteses aceitas é que o género Combretocarpus seja um grupo irmão do clado constituído pelo género Polygonanthus e os seus grupos irmãos Poga e Anisophyllea.
Aceitando o posicionamento da família estabelecido no sistema APG IV (2016), a aplicação das técnicas da filogenética molecular sugere as seguintes relações entre as Anisophylleaceae e as restantes famílias que integram a ordem Cucurbitales:
|  | Corynocarpaceae |
|  |                 |
|  | Coriariaceae    |
|  |                 |

|  | Tetramelaceae                                               |
|  |                                                             |
|  | \| \| Datiscaceae \| \| \| \| \| \| Begoniaceae \| \| \| \| |
|  |                                                             |
|  | Datiscaceae                                                 |
|  |                                                             |
|  | Begoniaceae                                                 |
|  |                                                             |

|  | Datiscaceae |
|  |             |
|  | Begoniaceae |
|  |             |

|  | Tetramelaceae                                               |
|  |                                                             |
|  | \| \| Datiscaceae \| \| \| \| \| \| Begoniaceae \| \| \| \| |
|  |                                                             |
|  | Datiscaceae                                                 |
|  |                                                             |
|  | Begoniaceae                                                 |
|  |                                                             |

|  | Datiscaceae |
|  |             |
|  | Begoniaceae |
|  |             |

|  | Corynocarpaceae |
|  |                 |
|  | Coriariaceae    |
|  |                 |

|  | Tetramelaceae                                               |
|  |                                                             |
|  | \| \| Datiscaceae \| \| \| \| \| \| Begoniaceae \| \| \| \| |
|  |                                                             |
|  | Datiscaceae                                                 |
|  |                                                             |
|  | Begoniaceae                                                 |
|  |                                                             |

|  | Datiscaceae |
|  |             |
|  | Begoniaceae |
|  |             |

|  | Tetramelaceae                                               |
|  |                                                             |
|  | \| \| Datiscaceae \| \| \| \| \| \| Begoniaceae \| \| \| \| |
|  |                                                             |
|  | Datiscaceae                                                 |
|  |                                                             |
|  | Begoniaceae                                                 |
|  |                                                             |

|  | Datiscaceae |
|  |             |
|  | Begoniaceae |
|  |             |

|  | Corynocarpaceae |
|  |                 |
|  | Coriariaceae    |
|  |                 |

|  | Tetramelaceae                                               |
|  |                                                             |
|  | \| \| Datiscaceae \| \| \| \| \| \| Begoniaceae \| \| \| \| |
|  |                                                             |
|  | Datiscaceae                                                 |
|  |                                                             |
|  | Begoniaceae                                                 |
|  |                                                             |

|  | Datiscaceae |
|  |             |
|  | Begoniaceae |
|  |             |

|  | Tetramelaceae                                               |
|  |                                                             |
|  | \| \| Datiscaceae \| \| \| \| \| \| Begoniaceae \| \| \| \| |
|  |                                                             |
|  | Datiscaceae                                                 |
|  |                                                             |
|  | Begoniaceae                                                 |
|  |                                                             |

|  | Datiscaceae |
|  |             |
|  | Begoniaceae |
|  |             |

|  | Corynocarpaceae |
|  |                 |
|  | Coriariaceae    |
|  |                 |

|  | Tetramelaceae                                               |
|  |                                                             |
|  | \| \| Datiscaceae \| \| \| \| \| \| Begoniaceae \| \| \| \| |
|  |                                                             |
|  | Datiscaceae                                                 |
|  |                                                             |
|  | Begoniaceae                                                 |
|  |                                                             |

|  | Datiscaceae |
|  |             |
|  | Begoniaceae |
|  |             |

|  | Tetramelaceae                                               |
|  |                                                             |
|  | \| \| Datiscaceae \| \| \| \| \| \| Begoniaceae \| \| \| \| |
|  |                                                             |
|  | Datiscaceae                                                 |
|  |                                                             |
|  | Begoniaceae                                                 |
|  |                                                             |

|  | Datiscaceae |
|  |             |
|  | Begoniaceae |
|  |             |

|  | Corynocarpaceae |
|  |                 |
|  | Coriariaceae    |
|  |                 |

|  | Tetramelaceae                                               |
|  |                                                             |
|  | \| \| Datiscaceae \| \| \| \| \| \| Begoniaceae \| \| \| \| |
|  |                                                             |
|  | Datiscaceae                                                 |
|  |                                                             |
|  | Begoniaceae                                                 |
|  |                                                             |

|  | Datiscaceae |
|  |             |
|  | Begoniaceae |
|  |             |

|  | Tetramelaceae                                               |
|  |                                                             |
|  | \| \| Datiscaceae \| \| \| \| \| \| Begoniaceae \| \| \| \| |
|  |                                                             |
|  | Datiscaceae                                                 |
|  |                                                             |
|  | Begoniaceae                                                 |
|  |                                                             |

|  | Datiscaceae |
|  |             |
|  | Begoniaceae |
|  |             |

|  | Corynocarpaceae |
|  |                 |
|  | Coriariaceae    |
|  |                 |

|  | Tetramelaceae                                               |
|  |                                                             |
|  | \| \| Datiscaceae \| \| \| \| \| \| Begoniaceae \| \| \| \| |
|  |                                                             |
|  | Datiscaceae                                                 |
|  |                                                             |
|  | Begoniaceae                                                 |
|  |                                                             |

|  | Datiscaceae |
|  |             |
|  | Begoniaceae |
|  |             |

|  | Tetramelaceae                                               |
|  |                                                             |
|  | \| \| Datiscaceae \| \| \| \| \| \| Begoniaceae \| \| \| \| |
|  |                                                             |
|  | Datiscaceae                                                 |
|  |                                                             |
|  | Begoniaceae                                                 |
|  |                                                             |

|  | Datiscaceae |
|  |             |
|  | Begoniaceae |
|  |             |

|  | Corynocarpaceae |
|  |                 |
|  | Coriariaceae    |
|  |                 |

|  | Tetramelaceae                                               |
|  |                                                             |
|  | \| \| Datiscaceae \| \| \| \| \| \| Begoniaceae \| \| \| \| |
|  |                                                             |
|  | Datiscaceae                                                 |
|  |                                                             |
|  | Begoniaceae                                                 |
|  |                                                             |

|  | Datiscaceae |
|  |             |
|  | Begoniaceae |
|  |             |

|  | Tetramelaceae                                               |
|  |                                                             |
|  | \| \| Datiscaceae \| \| \| \| \| \| Begoniaceae \| \| \| \| |
|  |                                                             |
|  | Datiscaceae                                                 |
|  |                                                             |
|  | Begoniaceae                                                 |
|  |                                                             |

|  | Datiscaceae |
|  |             |
|  | Begoniaceae |
|  |             |

|  | Corynocarpaceae |
|  |                 |
|  | Coriariaceae    |
|  |                 |

|  | Tetramelaceae                                               |
|  |                                                             |
|  | \| \| Datiscaceae \| \| \| \| \| \| Begoniaceae \| \| \| \| |
|  |                                                             |
|  | Datiscaceae                                                 |
|  |                                                             |
|  | Begoniaceae                                                 |
|  |                                                             |

|  | Datiscaceae |
|  |             |
|  | Begoniaceae |
|  |             |

|  | Tetramelaceae                                               |
|  |                                                             |
|  | \| \| Datiscaceae \| \| \| \| \| \| Begoniaceae \| \| \| \| |
|  |                                                             |
|  | Datiscaceae                                                 |
|  |                                                             |
|  | Begoniaceae                                                 |
|  |                                                             |

|  | Datiscaceae |
|  |             |
|  | Begoniaceae |
|  |             |

|  | Corynocarpaceae |
|  |                 |
|  | Coriariaceae    |
|  |                 |

|  | Tetramelaceae                                               |
|  |                                                             |
|  | \| \| Datiscaceae \| \| \| \| \| \| Begoniaceae \| \| \| \| |
|  |                                                             |
|  | Datiscaceae                                                 |
|  |                                                             |
|  | Begoniaceae                                                 |
|  |                                                             |

|  | Datiscaceae |
|  |             |
|  | Begoniaceae |
|  |             |

|  | Tetramelaceae                                               |
|  |                                                             |
|  | \| \| Datiscaceae \| \| \| \| \| \| Begoniaceae \| \| \| \| |
|  |                                                             |
|  | Datiscaceae                                                 |
|  |                                                             |
|  | Begoniaceae                                                 |
|  |                                                             |

|  | Datiscaceae |
|  |             |
|  | Begoniaceae |
|  |             |

|  | Corynocarpaceae |
|  |                 |
|  | Coriariaceae    |
|  |                 |

|  | Tetramelaceae                                               |
|  |                                                             |
|  | \| \| Datiscaceae \| \| \| \| \| \| Begoniaceae \| \| \| \| |
|  |                                                             |
|  | Datiscaceae                                                 |
|  |                                                             |
|  | Begoniaceae                                                 |
|  |                                                             |

|  | Datiscaceae |
|  |             |
|  | Begoniaceae |
|  |             |

|  | Tetramelaceae                                               |
|  |                                                             |
|  | \| \| Datiscaceae \| \| \| \| \| \| Begoniaceae \| \| \| \| |
|  |                                                             |
|  | Datiscaceae                                                 |
|  |                                                             |
|  | Begoniaceae                                                 |
|  |                                                             |

|  | Datiscaceae |
|  |             |
|  | Begoniaceae |
|  |             |

|  | Corynocarpaceae |
|  |                 |
|  | Coriariaceae    |
|  |                 |

|  | Tetramelaceae                                               |
|  |                                                             |
|  | \| \| Datiscaceae \| \| \| \| \| \| Begoniaceae \| \| \| \| |
|  |                                                             |
|  | Datiscaceae                                                 |
|  |                                                             |
|  | Begoniaceae                                                 |
|  |                                                             |

|  | Datiscaceae |
|  |             |
|  | Begoniaceae |
|  |             |

|  | Tetramelaceae                                               |
|  |                                                             |
|  | \| \| Datiscaceae \| \| \| \| \| \| Begoniaceae \| \| \| \| |
|  |                                                             |
|  | Datiscaceae                                                 |
|  |                                                             |
|  | Begoniaceae                                                 |
|  |                                                             |

|  | Datiscaceae |
|  |             |
|  | Begoniaceae |
|  |             |

|  | Corynocarpaceae |
|  |                 |
|  | Coriariaceae    |
|  |                 |

|  | Tetramelaceae                                               |
|  |                                                             |
|  | \| \| Datiscaceae \| \| \| \| \| \| Begoniaceae \| \| \| \| |
|  |                                                             |
|  | Datiscaceae                                                 |
|  |                                                             |
|  | Begoniaceae                                                 |
|  |                                                             |

|  | Datiscaceae |
|  |             |
|  | Begoniaceae |
|  |             |

|  | Tetramelaceae                                               |
|  |                                                             |
|  | \| \| Datiscaceae \| \| \| \| \| \| Begoniaceae \| \| \| \| |
|  |                                                             |
|  | Datiscaceae                                                 |
|  |                                                             |
|  | Begoniaceae                                                 |
|  |                                                             |

|  | Datiscaceae |
|  |             |
|  | Begoniaceae |
|  |             |

|  | Corynocarpaceae |
|  |                 |
|  | Coriariaceae    |
|  |                 |

|  | Tetramelaceae                                               |
|  |                                                             |
|  | \| \| Datiscaceae \| \| \| \| \| \| Begoniaceae \| \| \| \| |
|  |                                                             |
|  | Datiscaceae                                                 |
|  |                                                             |
|  | Begoniaceae                                                 |
|  |                                                             |

|  | Datiscaceae |
|  |             |
|  | Begoniaceae |
|  |             |

|  | Tetramelaceae                                               |
|  |                                                             |
|  | \| \| Datiscaceae \| \| \| \| \| \| Begoniaceae \| \| \| \| |
|  |                                                             |
|  | Datiscaceae                                                 |
|  |                                                             |
|  | Begoniaceae                                                 |
|  |                                                             |

|  | Datiscaceae |
|  |             |
|  | Begoniaceae |
|  |             |

|  | Corynocarpaceae |
|  |                 |
|  | Coriariaceae    |
|  |                 |

|  | Tetramelaceae                                               |
|  |                                                             |
|  | \| \| Datiscaceae \| \| \| \| \| \| Begoniaceae \| \| \| \| |
|  |                                                             |
|  | Datiscaceae                                                 |
|  |                                                             |
|  | Begoniaceae                                                 |
|  |                                                             |

|  | Datiscaceae |
|  |             |
|  | Begoniaceae |
|  |             |

|  | Tetramelaceae                                               |
|  |                                                             |
|  | \| \| Datiscaceae \| \| \| \| \| \| Begoniaceae \| \| \| \| |
|  |                                                             |
|  | Datiscaceae                                                 |
|  |                                                             |
|  | Begoniaceae                                                 |
|  |                                                             |

|  | Datiscaceae |
|  |             |
|  | Begoniaceae |
|  |             |

|  | Corynocarpaceae |
|  |                 |
|  | Coriariaceae    |
|  |                 |

|  | Tetramelaceae                                               |
|  |                                                             |
|  | \| \| Datiscaceae \| \| \| \| \| \| Begoniaceae \| \| \| \| |
|  |                                                             |
|  | Datiscaceae                                                 |
|  |                                                             |
|  | Begoniaceae                                                 |
|  |                                                             |

|  | Datiscaceae |
|  |             |
|  | Begoniaceae |
|  |             |

|  | Tetramelaceae                                               |
|  |                                                             |
|  | \| \| Datiscaceae \| \| \| \| \| \| Begoniaceae \| \| \| \| |
|  |                                                             |
|  | Datiscaceae                                                 |
|  |                                                             |
|  | Begoniaceae                                                 |
|  |                                                             |

|  | Datiscaceae |
|  |             |
|  | Begoniaceae |
|  |             |

|  | Corynocarpaceae |
|  |                 |
|  | Coriariaceae    |
|  |                 |

|  | Tetramelaceae                                               |
|  |                                                             |
|  | \| \| Datiscaceae \| \| \| \| \| \| Begoniaceae \| \| \| \| |
|  |                                                             |
|  | Datiscaceae                                                 |
|  |                                                             |
|  | Begoniaceae                                                 |
|  |                                                             |

|  | Datiscaceae |
|  |             |
|  | Begoniaceae |
|  |             |

|  | Tetramelaceae                                               |
|  |                                                             |
|  | \| \| Datiscaceae \| \| \| \| \| \| Begoniaceae \| \| \| \| |
|  |                                                             |
|  | Datiscaceae                                                 |
|  |                                                             |
|  | Begoniaceae                                                 |
|  |                                                             |

|  | Datiscaceae |
|  |             |
|  | Begoniaceae |
|  |             |

### Sistemática
A família Anisophylleaceae foi proposta em 1922, sob o nome Anisophylleae, por Henry Nicholas Ridley na obra The Flora of the Malay Peninsula, 1, p. 700. O género tipo é Anisophyllea R.Br. ex Sabine. Um sinónimo taxonómico para Anisophylleaceae (Schimp.) Ridl. é Polygonanthaceae Croizat.
Na sua presente circunscrição (sistema APG IV) a família Anisophylleaceae agrupa 4 géneros com cerca de 71 espécies:
- Anisophyllea R.Br. ex Sabine (sin.: Anisophyllum G.Don, orth. var., Tetracarpaea Benth.): com cerca de 30 espécies, entre as quais:
  - Anisophyllea apetala Scortech. ex King
  - Anisophyllea boehmii Engl.
  - Anisophyllea beccariana Baill.
  - Anisophyllea cabole Henriq.
  - Anisophyllea chartacea Madani
  - Anisophyllea cinnamomoides (Gardner & Champ.) Alston
  - Anisophyllea corneri Ding Hou
  - Anisophyllea curtisii King
  - Anisophyllea disticha (Jack) Baillon
  - Anisophyllea fallax Scott-Elliot: nativa de Madagáscar, a única espécie da família naquela ilha.
  - Anisophyllea ferruginea Ding Hou
  - Anisophyllea globosa Madani
  - Anisophyllea grandis (Benth.) Burkill
  - Anisophyllea griffithii Oliver
  - Anisophyllea impressinervia Madani
  - Anisophyllea laurina R.Br. ex Sabine
  - Anisophyllea manausensis Pires & W.A.Rodrigues
  - Anisophyllea meniaudi Aubrev. & Pellegr.
  - Anisophyllea myriosticta J.-J.Floret
  - Anisophyllea nitida Madani
  - Anisophyllea obtusifolia Engl. & Brehmer
  - Anisophyllea polyneura Floret
  - Anisophyllea pomifera Engl. & Brehmer
  - Anisophyllea purpurascens Hutchinson & Dalziel
  - Anisophyllea reticulata Kochummen
  - Anisophyllea rhomboidea Baill.
  - Anisophyllea sororia Pierre

- Combretocarpus Hook. f.: contém apenas uma espécie:
  - Combretocarpus rotundatus (Miq.) Danser (sin.: Combretocarpus motleyi Hook. f.): nativa do arquipélago Malaio[14] (Sumatra e Bornéu).
- Poga Pierre: contém apenas uma espécie:
  - Poga oleosa Pierre: distribuída por uma região que vai da Nigéria até ao Congo, em geral nas florestas pluviais, nas margens de rios e ao longo da costa.[15]
- Polygonanthus Ducke: o fruto apresenta quatro asas membranosas; o género contém duas espécies da bacia do Amazonas:
  - Polygonanthus amazonicus Ducke
  - Polygonanthus punctulatus Kuhlm.

A aplicação das técnicas da filogenética molecular sugere as seguintes relações de parentesco entre os géneros que integram a família Anisophylleaceae:
|  | Polygonanthus                                         |
|  |                                                       |
|  | \| \| Poga \| \| \| \| \| \| Anisophyllea \| \| \| \| |
|  |                                                       |
|  | Poga                                                  |
|  |                                                       |
|  | Anisophyllea                                          |
|  |                                                       |

|  | Poga         |
|  |              |
|  | Anisophyllea |
|  |              |

|  | Polygonanthus                                         |
|  |                                                       |
|  | \| \| Poga \| \| \| \| \| \| Anisophyllea \| \| \| \| |
|  |                                                       |
|  | Poga                                                  |
|  |                                                       |
|  | Anisophyllea                                          |
|  |                                                       |

|  | Poga         |
|  |              |
|  | Anisophyllea |
|  |              |

|  | Polygonanthus                                         |
|  |                                                       |
|  | \| \| Poga \| \| \| \| \| \| Anisophyllea \| \| \| \| |
|  |                                                       |
|  | Poga                                                  |
|  |                                                       |
|  | Anisophyllea                                          |
|  |                                                       |

|  | Poga         |
|  |              |
|  | Anisophyllea |
|  |              |

|  | Polygonanthus                                         |
|  |                                                       |
|  | \| \| Poga \| \| \| \| \| \| Anisophyllea \| \| \| \| |
|  |                                                       |
|  | Poga                                                  |
|  |                                                       |
|  | Anisophyllea                                          |
|  |                                                       |

|  | Poga         |
|  |              |
|  | Anisophyllea |
|  |              |

## Anisophylleaceae no Brasil
No Brasil ocorrem as seguintes espécies de Anisophylleaceae:
- Anisophyllea manausensis Pires & W.A. Rodrigues
- Polygonanthus amazonicus Ducke

As Anisophylleaceae são encontradas no norte do Brasil:
- Anisophyllea manausensis Pires & W.A. Rodrigues – Tipo de vegetação: floresta de Igapó, floresta de várzea e floresta de terra firme (Amazonas).
- Polygonanthus amazonicus Ducke – Tipo de vegetação: Floresta de Igapó, Floresta de Várzea (Acre, Amazonas e Pará).